# طوق الإسفلت (مسلسل)
طوق الأسفلت مسلسل بدوي درامي من إنتاج شركة أبوظبي للإعلام. مستوحاة القصة من مسرحية هاملت لوليم شكسبير، ومن بطولة صبا مبارك، سامر إسماعيل، منذر رياحنة، زهير النوباني. مكون من 30 حلقة ومن تأليف أحمد مغربي وإخراج محمد سعود الحشكي. تم عرضه في رمضان يوم 29 يونيو 2014 على قناة ابوظبي الأولى.
تدور أحداث المسلسل في إحدى المناطق البدوية بالأردن عندما تقع حادثة لمزعل بن بطيحان بعد وقوعه من على صهوة فرسه، وهو شيخ أحد العشائر، مما يضعف سطوته على عشيرته وعلى العشائر الأخرى، ومع ضعف مزعل تشح المياه، وتبرز قضية تأمين من سيخلفه فنسله «مسموم»، كما تتندر بالقول بعض نساء المنطقة، إذ ولد ابنه الأول ميتاً، والثاني مات بعد أيام، بينما ولد الثالث نصيب مشلولاً، فيقوم بتهيئة طراد ابنه الأصغر لهذا الدور، وذلك لكي يواجه فارس العشيرة عجاج الذي يعد من أعتى منافسيه، وبالتزامن مع هذه الأحداث، هناك مشروع يجري على قدم وساق لشق طريق خارجي يقترب من مناطق عيش القبيلة.

## قصة المسلسل
يحكي المسلسل قصة مزعل بن نصيب بن بطيحان (زهير النوباني)، وهو شيخ أحد العشائر، عندما تقع حادثة له بعد وقوعه من على صهوة فرسه، مما يضعف من صحته، ويضعف من قدرته وسطوته على عشيرته، ومع ضعفه يبدأ يقل الماء في الديرة، بعد شعوره بالتعب يقوم بتأمين خلافته، فيقع الاختيار على طراد (سامر إسماعيل) ابنه الأصغر بعد تنازل ابنه الأكبر نصيب (إسحاق الياس) بسبب كونه مشلولاً، بعد وفاة والده على يد عجاج (منذر رياحنة)، تولى طراد قيادة القبيلة، لكنه يرفض تقبّل حقيقة وفاة والده، فيجد نفسه وسط الكثير من الإمور المتسارعة والأحداث، فيجتمع بأخوه نصيب وعمه شلاش (رشيد ملحس) ليتخلى عن الشيخة لأخوه نصيب الذي تنازل عنها هذه المرة لعمه لكنه اشترط على عمه أن ينتقم ويثأر لوالده مقابل تنازله عن الشيخة. فيتولى الشيخ شلاش قيادة القبيلة. ويبدأ طراد رحلة البحث عن قاتل أبيه عجاج الذي انتقم من مزعل بسبب قيامه بحبسه وتعذيبه وإجباره على أن يطلق خطيبته مزنه (ركين سعد) والزواج منها وتشويه سمعته على أنه هرب. وفي أول أوامره بعد توليه الشيخة يأمر شلاش بإغلاق البير بسبب انتشار وباء قاتل في الديرة لا يوجد له علاج، ويموت العديد بسببه فيأمر بعزل كل المصابين عن الديرة وحرق بيوتهم، ومن بين المصابين نوف (إيمان ياسين) شقيقة ذعار وزوجة طراد، الذي حاول أن يعالجها في المدينة من الوباء لكنها توفيت، البائع السيد طايل (أنور خليل) يعمل في مجال التجارة، من الطبقة المسحوقة وبلا نسب وهو والد العنود (صبا مبارك) وحيدة أبوها وامها المتوفية منذ صغرها، التي تصبح وحيدة بوفاة والدها وبلا مكان. فتقوم بالتنقل والبحث عن مأوى لتستقر مؤقتاً في مكان مشروع طريق الأسفلت بمساعده من المهندس حمدان (رامي دلشاد) فتغيب عن الديرة مايقارب الخمس شهور ويفعل مثلها طراد الذي يرحل إلى المدينة، ويعود بعدها وسط تغيرات حدثت في الديرة. بزواج عمه شلاش من والدته خضرة (مي إسكاف)، وعزل أخوه نصيب عن القبيلة بسبب إدعائه بقتل الضيف شيخ القبيلة المجاورة دحيم بن عطفان (إياد شطناوي) وهو نائم. بعد عودة المهندس شحادة (خالد الطريفي) وطرده لها، تعود العنود للديره للعمة هذلة (هيفاء الآغا) وسط عدم تقبل من تركية (ديانا رحمة) والدة ذعار (خالد الغويري)، الذي كانت تربطه علاقة رومانسية بالعنود وكانوا قريبين من الزواج، فتقوم بتشويه سمعتها وتطعن في شرفها عند نساء القبيلة بسبب فترة غيابها الطويلة. وتقف العمة هذلة مع العنود وتفضح تركية بأنها لقيطة، ويأمر بعدها الشيخ شلاش بخروج العنود من الديرة مع العمة هذله، وأراد طراد الانتقام فقام بطلب يد العنود من العمة هذله وتزوجها لينتقم من الشيخ شلاش وامه، وسط حزن وحسره من ذعار الذي يترك الديرة ويرحل وموت العمة هذله وقتل نصيب على يد الشيخ ضاحي (خالد جزاع) ثأراً لشيخ القبيلة المجاورة دحيم.
ولكن تتضح الإمور بعدها عند الشيخ ضاحي حول موت الشيخ دحيم ومن قاتله الحقيقي، ويقوم بتدبير مكيدة الدفن مع طراد للتمويه بموت نصيب وهو لا يزال على قيد الحياة. ويختفي بعدها المهندس نديم (وسام طبيلة) بطريقة يشوبها الغموض بعد أن أكتشف ألاعيب المهندس شحادة. يبدأ الشيخ شلاش بفقدان قيمته وهيبته بين القبيلة بعد تمرد طراد عليه وسط تزايد الخلافات بينه وبين عدوه الشيخ خلف (بكر قباني). يكتشف طراد بعدها عن علاقة العنود بإذعار وقربهما من الزواج ويطلب منها تفسير لذلك. وتصدم العنود بوفاة العمة هذله بعد زيارتها لها وكانت قد ماتت قبلها بكم يوم على فراشها وسط عدم معرفة أحد سوى تركية التي كانت معها قبل وفاتها بدقائق. انتقم الشيخ ضاحي من مشحم (علي الجراح) قاتل الشيخ دحيم والجاسوس هزيم (إبراهيم نوابنة) بعد مكيدة دبرها مع نصيب. الشيخ شلاش يسقط ويغمى عليه اثناء دفن العمة هذلة. يفيق وملامح التعب ظاهرة على وجهه. تتكتشف العنود وتشعر ان هناك أشياء تحدث ليلا، أموراً تدبر خفية، تثير الخوف والقلق والريبة. في مشروع الطريق، بعد أن أعطى الشيخ شلاش البارود قام شحادة بالهروب مع الذهب والمال وترك نديم وحمدان الذي كان مشترك معه في الجريمة قبل أن يغير رأيه ويتراجع محبوسين في النفق. الشيخ شلاش غدر بطراد والشيخ خلف بمحاولة في تفجيرهم بالبارود الذي أخذه من شحادة ولكن انعكس الأمر ومات فليح (أحمد غانم) في الانفجار الذي كان على علم بالأمر. وتنكشف في النهاية حقيقة شلاش الذي كان وراء محاولة قتل أخوه مزعل ولكن قام بقتله عجاج بالصدفة، وتبين ان سقوط كل من مزعل وشلاش بالمرض والتعب كانت ورائه خضرة بتسميمهم وقتلت وهي تحاول حماية ابنها العائد من الموت من القتل بأمر من شلاش.

## الممثلون والشخصيات

### الشخصيات الرئيسة
- صبا مبارك بدور العنود بنت طايل
- سامر إسماعيل بدور طراد بن مزعل
- منذر رياحنة بدور عجاج
- زهير النوباني بدور الشيخ مزعل بن نصيب بن بطيحان
- رشيد ملحس بدور شلاش بن نصيب بن بطيحان
- مي سكاف بدور خضره

### الشخصيات المتناوبة
- خالد الغويري بدور ذعار
- ديانا رحمة بدور تركية (والدة ذعار)
- إيمان ياسين بدور نوف (شقيقة ذعار)
- أنور خليل بدور طايل (والد العنود)
- ركين سعد بدور مزنه
- هيفاء الأغا بدور هذله
- بكر قباني بدور الشيخ خلف
- إسحاق الياس بدور نصيب بن مزعل (شقيق طراد الأكبر)
- أحمد سرور بدور لافي
- غالية التكريتي بدور فضة (زوجة لافي)
- أمل دباس بدور والدة مزنه
- خليل مصطفى بدور والد مزنه
- خالد الطريفي بدور شحاته (المهندس)
- أحمد غانم بدور فليح
- رامي دلشاد بدور حمدان
- إبراهيم نوابنة بدور هزيم (الجاسوس)
- علا ياسين بدور عليا (إخت مزنه)
- محمد عساف
- مجد عيد
- علي الجراح بدور الشيخ مشحم
- خالد جزاع بدور الشيخ ضاحي بن فليحلان
- إياد شطناوي بدور دحيم بن عطفان
- محمد السوالقة
- أريج دبابنة بدور دليلة (والدة الطفل عبد الله)
- وسام طبيلة بدور نديم (المهندس)
- محمود نجم بدور الغول
- فايز الحويطلي بدور سويلم
- رزان بدور زوجة سويلم
- خالد فراح بدور عواد
- هاشم الخليل بدور فالح
- ياسمين أبونوار بدور هيام

### طاقم العمل
- تأليف: أحمد مغربي
- إنتاج: صبا مبارك، يوسف عبد النبي
- منتج منفذ: صبا مبارك
- إخراج: محمد سعود الحشكي.

| قصة                   | تسجيل الصوت | مدير الإنتاج    | مدير الموقع  | المصور             | الموسيقى    | مساعد مخرج أول                       | مونتاج        | مصحح ألوان | مدير التصوير   | مخرج الوحدة الثانية | منتج فني  | إشراف فني |
| --------------------- | ----------- | --------------- | ------------ | ------------------ | ----------- | ------------------------------------ | ------------- | ---------- | -------------- | ------------------- | --------- | --------- |
| قيس إلياس نجيب الكايد | حسام سبانخ  | ياسمين أبو نوار | جمال العدوان | فرانسيسكو بورتوغال | طارق الناصر | محمد كلوب أحمد السرور (الوحدة ثانية) | شهناز الدليمي | سيرين عيسى | أنطونيو مورايس | أصيل منصور          | رولا ناصر | صبا مبارك |

## ردود الأفعال

بوستر المسلسل

حصل المسلسل على ردود أفعال إيجابية وتقييم جيد. قبل عرضه، اختاره المشاهدون بين أبرز المسلسلات التي ستتم متابعتها في رمضان. بعد عرضه نال المسلسل اعجاباً كبيراً من قبل مشاهدين والنقاد حيث اعتبروه مختلف عن باقي المسلسلات البدوية وانه فريد من نوعه بطريقة سرد القصة والمزج بين الحياة البدوية والمدنية. وصنف بين أفضل مسلسلات رمضان.

### البث
يوم 19 مايو 2014، كشفت أبوظبي الأولى عن عرضها للمسلسل بشكل حصري في شهر رمضان. تكون المسلسل من ثلاثين حلقة، بثت أول حلقة في رمضان يوم 29 يونيو 2014. وتم بث الحلقات كإعادة أيضاً على القنوات التابعة لشركة الإنتاج نفسها، ابوظبي الأولى +1، ابوظبي دراما بعد العرض الأول على ابوظبي الأولى.

## وصلات خارجية
- صفحة المسلسل الرسمية على شركة أبوظبي للإعلام
- صفحة المسلسل على قاعدة بيانات الأفلام العربية